# برنارد هوفر
برنارد هوفر (بالإنجليزية: Bernard Hoffer)‏ هو موزع وملحن أمريكي، ولد في 14 أكتوبر 1934 في زيورخ في سويسرا.

## وصلات خارجية
- برنارد هوفر على موقع IMDb (الإنجليزية)
- برنارد هوفر على موقع ميوزك برينز (الإنجليزية)